# تردد (مسلسل)
تردد (بالإنجليزية: Frequency) مسلسل تلفزيوني أمريكي، مبني على قصة الفيلم السينمائي بنفس العنوان. طوره جيريمي كارفر. بدأ عرضه في 5 أكتوبر، 2016 على قناة سي دبليو.

## قصة المسلسل
في عام 2016، تكتشف المحققة رايمي سوليفان بأنها قادرة على التحدث مع والدها المتوفى فرانك سوليفان في عام 1996، عبر جهاز راديو قديم. محاولاتها لإنقاذ والدها تؤدي إلى عدة في حياتها بالحاضر لذلك تتعاون رايمي مع والدها لإصلاح الضرر عبر الزمن.

## الممثلين واالشخصيات
- بيتون ليست بدور رايمي سوليفان
- رايلي سميث بدور فرانسيس «فرانك» سوليفان
- ديفن كيلي بدور جولي سوليفان
- ميخي فايفر بدور ساتش راينا
- أنثوني رويفيفار بدور ستان مورينو
- ليني جيكوبسون بدور غوردو
- دانيل بونجور بدور دانيل لورينس

### شخصيات متكررة
- أليكساندرا ميتز بدور مايا غوان

## وصلات خارجية
- الموقع الرسمي
- تردد على موقع IMDb (الإنجليزية)
- تردد على موقع ميتاكريتيك (الإنجليزية)
- تردد على موقع روتن توميتوز (الإنجليزية)
- تردد على موقع نتفليكس (الإنجليزية)
- تردد على موقع أول موفي (الإنجليزية)
- تردد على موقع فيلمافينيتي (الإسبانية)
- تردد على موقع كينوبويسك (الروسية)
- تردد على موقع ألو سيني (الفرنسية)
- تردد على موقع قاعدة بيانات الفيلم (الإنجليزية)